# Traian Stănescu (actor)
Traian Stănescu (n. 27 martie 1940, Făget, județul Timiș – d. 12 aprilie 2022, București) a fost un actor român de teatru și de film.

## Activitate profesională
A absolvit Institutul de Artă Teatrală și Cinematografică din București în 1961, clasa profesor G.D.Loghin, după care este repartizat la Teatrul de Stat Piatra Neamț (actualmente Teatrul Tineretului). Perioada petrecută aici (1961 - 1964) reprezintă o frumoasă pagină din cariera sa de actor, perioadă pe care o rememorează cu plăcere: are ocazia să joace în premiere memorabile (joacă rolul lui Vulpașin în „Domnișoara Nastasia”, Tom, în „Menajeria de sticlă”, regia Cornel Todea etc.) și are ocazia de a fi membru al unui colectiv artistic tânăr și valoros.
Revine în București din 1964, mai întâi la Teatrul Giulești, apoi la Teatrul Mic, pentru ca din 1968 să devină actor al Teatrului Național „I. L. Caragiale”,, iar din 2002 societar de onoare al acestuia. 
A jucat în nenumărate piese pe parcursul carierei, dintre care amintim : „Enigma Otiliei”, „Regele Lear”, „Richard al III-lea”, „Cine are nevoie de teatru”, „Orfeu în Infern”, „Ondine”, „Amanții insângerați”, „Sâmbata, duminică, luni” etc .
Recitator remarcabil din Eminescu, Accepta în anii'80 ca și mulți alți slujitori de seamă ai Thaliei, sa apara în spectacole omagiale televizate dedicate lui Nicolae Ceaușescu .
A colaborat la mai multe spectacole de teatru Radio și TV; activitate filmografică îndelungată.

## Viață personală
A fost căsătorit din 1977 cu actrița Ilinca Tomoroveanu până la moartea acesteia și au avut împreună un fiu, Mihai Stănescu.

## Filmografie
- Dragoste lungă de-o seară (1963)
- Răscoala (1966)
- Castelanii (1967) - inginerul Ștefan Dimitriu
- De trei ori București (1968) - Mihai (segmentul „Aterizare forțată”)
- Oaspeți de seară (1976)
- Curcanii (1977), de Grigore Ventura, regia Virgil Bradateanu, Anca Ovanez-Dorosenco
- Fata bună din cer (1977)
- Muntele alb (1978)
- Dincolo de orizont (1978)
- Drumul oaselor (1980) - trimisul bancherului Burkhardt
- La răscrucea marilor furtuni (1980) - generalul Ioan Odobescu
- Probleme personale (1981)
- Convoiul (1981)
- Orgolii (1982) - prof.dr. Codreanu
- Trandafirul galben (1982) - aga Mavrodineanu
- Misterele Bucureștilor (1983) - aga Villara
- Surorile (1984) - activistul Pavel Golea
- Masca de argint (1985) - aga Villara
- Colierul de turcoaze (1986) - aga Villara
- Clipa de răgaz (1986)
- Pădurea de fagi (1987) - dr. Radu Bejan
- Enigmele se explică în zori (1989) - regizorul Dumitru Ciosea
- Marea sfidare (1990)
- Începutul adevărului (Oglinda) (1994)
- Ochii care nu se văd (1996) - Suru
- Moștenirea (2010) - tatăl Maricicăi
- Tandrețea lăcustelor (2002) - Mișu
- Fetele marinarului (2009)

## Premii și distincții
Președintele României Ion Iliescu i-a conferit artistului Traian Stănescu la 7 februarie 2004 Ordinul Meritul Cultural în grad de Comandor, Categoria D - "Arta Spectacolului", „în semn de apreciere a întregii activități și pentru dăruirea și talentul interpretativ pus în slujba artei scenice și a spectacolului”. 